# Shmuel Friedland
Shmuel Friedland (* 1944 in Taschkent, Usbekische SSR) ist ein israelischer Mathematiker.
Friedland studierte Mathematik am Israel Institute of Technology, an dem er 1967 seinen Bachelor-Abschluss erhielt und 1971 bei Binjamin Schwarz promoviert wurde. Als Post-Doktorand war er am Weizmann-Institut, 1973/74 an der Stanford University und 1974/75 am Institute for Advanced Study. Danach lehrte er an der Hebräischen Universität in Jerusalem, an der er 1982 eine volle Professur erhielt. Ab 1985 war er Professor an der University of Illinois at Chicago. Er ist Fellow der American Mathematical Society (2019) und der Society for Industrial and Applied Mathematics (2021).
Neben Linearer Algebra (Matrizentheorie) befasste er sich auch mit komplexer Dynamik. Er bewies eine mengentheoretische Version der Salmon-Vermutung.
1993 gehörte er zu den ersten Empfängern des Hans-Schneider-Preises in Linearer Algebra.

## Schriften
- Nonoscillation and integral inequalities, Bull. Amer. Math. Soc., Band 80, 1974, S. 715–717.
- mit Samuel Karlin: Some inequalities for the spectral radius of nonnegative matrices and applications,  Duke Mathematical Journal, Band 42, 1975, S. 459–490.
- Nonoscillation, disconjugacy and integral inequalities, Memoirs Amer. Math. Soc. 176, 1976
- A lower bound for the permanent of doubly stochastic matrices, Annals of Mathematics, Band 110, 1979, S. 167–176.
- mit C. de Boor, A. Pincus: Inverses of infinite sign regular matrices, Trans. Amer. Math. Soc., Band 274, 1982, S. 59–68.
- Simultaneous similarity of matrices, Bull. Amer. Math. Soc., Band 8, 1983, S. 93–95.
- Simultaneous similarity of matrices, Advances in Mathematics, Band 50, 1983, S. 189–265.
- mit J. Robbin, J. Sylvester: On the crossing rule, Communications on Pure and Applied Mathematics, Band 37, 1984, S. 19–37.
- mit John Willard Milnor: Dynamical properties of plane polynomial automorphisms, Journal of Ergodic Theory & Dynamical Systems, Band 9, 1989, S. 67–99.
- Entropy of polynomial and rational maps, Annals of Mathematics, Band 133,  1991, S. 359–368.
- mit S. Hersonsky: Jorgensen's inequality for discrete groups in normed algebras,  Duke Mathematical Journal, Band 69, 1993, S. 593–614.
- mit V. Gheorghiu, G. Gour: Universal uncertainty relations, jointly with V. Gheorghiu and G. Gour, Physical Review Letters, Band 111, 2013, S.  230401
- mit G. Ottaviani: The number of singular vector tuples and uniqueness of best rank one approximation of tensors, jointly with G. Ottaviani, Foundations of Computational Mathematics, Band 14, 2014, S. 1209–1242.
- MATRICES: Algebra, Analysis and Applications, World Scientific 2015